# Samodejno prepoznavanje registrske tablice
Samodejno prepoznavanje registrske tablice (angleško ANPR) je tehnologija, ki za optično branje registrskih tablic na vozilih uporablja optično prepoznavanje znakov na slikah. Uporablja lahko obstoječe televizije zaprtega tipa, kamere za nadzor cestnega prometa ali posebej za ta namen zasnovane kamere. ANPR uporabljajo policijske enote po vsem svetu za policijske naloge, vključno s preverjanjem, ali je vozilo registrirano in ali ima ustrezno licenco. Uporablja se tudi za elektronsko pobiranje cestnin in kot metoda za katalogizacijo gibanja prometa, na primer s strani agencij za avtoceste.
Samodejno prepoznavanje registrske tablice se lahko uporablja za shranjevanje slik in teksta z zajetih kamer, z nekaj nastavljivimi možnostmi za shranjevanje fotografij voznika. Sistemi običajno uporabljajo infrardečo osvetlitev, da fotoaparat lahko fotografira kadar koli podnevi ali ponoči. ANPR tehnologija mora upoštevati različne vrste registrskih tablic.
Zaskrbljenost glede teh sistemov je usmerjena v vprašanja zasebnosti, kot so vladna sledenja gibanju državljanov, napačna identifikacija, visoke stopnje napak in povečana državna poraba. Kritiki so jo opisali kot obliko množičnega nadzora.